# Yūya Asano
Yūya Asano (浅野 雄也?, Asano Yūya; Mie, 17 febbraio 1997) è un calciatore giapponese, centrocampista del Nagoya Grampus.

## Statistiche

### Presenze e reti nei club
Statistiche aggiornate al 15 luglio 2023.
| Stagione                   | Club                       | Campionato                 | Campionato | Campionato | Coppe nazionali | Coppe nazionali | Coppe nazionali | Coppe continentali | Coppe continentali | Coppe continentali | Supercoppe | Supercoppe | Supercoppe | Totale | Totale |
| Stagione                   | Club                       | Comp                       | Pres       | Reti       | Comp            | Pres            | Reti            | Comp               | Pres               | Reti               | Comp       | Pres       | Reti       | Pres   | Reti   |
| -------------------------- | -------------------------- | -------------------------- | ---------- | ---------- | --------------- | --------------- | --------------- | ------------------ | ------------------ | ------------------ | ---------- | ---------- | ---------- | ------ | ------ |
| 2019                       | Mito HollyHock             | J2                         | 34         | 4          | CI              | 2               | 0               | -                  | -                  | -                  | -          | -          | -          | 36     | 4      |
| 2020                       | Sanfrecce Hiroshima        | J1                         | 32         | 5          | CdL             | 2               | 1               | -                  | -                  | -                  | -          | -          | -          | 34     | 6      |
| 2021                       | Sanfrecce Hiroshima        | J1                         | 37         | 6          | CdL+CI          | 3+1             | 0               | -                  | -                  | -                  | -          | -          | -          | 41     | 6      |
| 2022                       | Sanfrecce Hiroshima        | J1                         | 12         | 0          | CdL+CI          | 3+0             | 0               | -                  | -                  | -                  | -          | -          | -          | 15     | 0      |
| Totale Sanfrecce Hiroshima | Totale Sanfrecce Hiroshima | Totale Sanfrecce Hiroshima | 81         | 11         |                 | 9               | 1               |                    | -                  | -                  |            | -          | -          | 90     | 12     |
| 2023                       | Consadole Sapporo          | J1                         | 21         | 8          | CdL+CI          | 5+0             | 0               | -                  | -                  | -                  | -          | -          | -          | 26     | 8      |
| Totale carriera            | Totale carriera            | Totale carriera            | 136        | 23         |                 | 16              | 1               |                    | -                  | -                  |            | -          | -          | 152    | 24     |

## Palmarès

### Club

#### Competizioni nazionali
- Coppa J. League: 1

Sanfrecce Hiroshima: 2022